# Deutsche Jungdemokraten
Die Deutschen Jungdemokraten waren ein politischer Jugendverband, der 1919 als eine der Deutschen Demokratischen Partei (DDP) nahestehende Jugendorganisation gegründet wurde. In der Bundesrepublik Deutschland bildeten die Jungdemokraten den Jugendverband der FDP, bis sie seit 1982 parteiunabhängig arbeiteten. Im Jahr 1992 schloss sich der Verband mit der Marxistischen Jugendvereinigung Junge Linke unter dem Namen Jungdemokraten/Junge Linke zusammen.

## Weimarer Republik

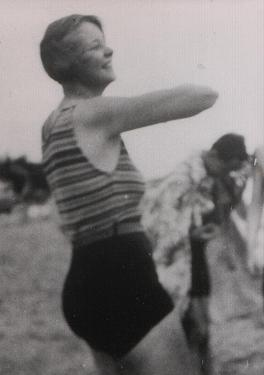
Lilo Linke bei einem Ausflug der Berliner Jungdemokraten zum Wannsee, Sommer 1928

Vom 25. bis 27. April 1919 kamen in Berlin zahlreiche der Deutschen Demokratischen Partei nahestehende Jugendvereine zusammen. Diese fassten den Beschluss, die Jugendvereine zu einem Bund zusammenzuschließen. Im Vorfeld des Parteitags der DDP im darauffolgenden Juli wurde dann der Reichsbund demokratischer Jugendvereine gegründet. Die Mitgliedsvereine des Reichsbundes entsandten je einen bis drei Delegierte zum jährlichen Reichsjugendtag.
Bald kam der Name Jungdemokraten auf. Nachdem sich bereits 1922 der bayerische Verband in Jungdemokratischer Verband Bayern umbenannt hatte, änderte der Reichsbund im Jahr 1928 seinen Namen in Reichsbund der Deutschen Jungdemokraten. In den Jahren bis 1923 gab es neben Jugendlichen, die sich politisch engagieren wollten, auch eine beträchtliche „freideutsche“ Strömung im Reichsbund.
Die Freideutsche Jugend war vor dem Ersten Weltkrieg aus dem Wandervogel entstanden, als Gründungstag kann der Erste Freideutsche Jugendtag im Oktober 1913 auf dem Hohen Meißner gelten. Zu Beginn eher unpolitisch, wandten sich unter dem Eindruck des Krieges die „Freideutschen“ in der frühen Weimarer Republik verschiedenen politischen Richtungen zu. Innerhalb der demokratischen Jugendvereine legten die sich als freideutsch verstehenden Jugendlichen den Fokus auf Erziehung und Bildung im Sinne der Demokratie und lehnten es ab, sich mit tagespolitischen Fragen zu beschäftigen. Auf den Reichsjugendtagen 1922 und 1923 wurde eine Dominanz der „Politischen“ deutlich, worauf sich 1923 die „Freideutschen“ aus dem Verband zurückzogen. Um diese Zeit zerfiel auch die Freideutsche Jugend.
Die DDP verlor zum Ende der Weimarer Republik zunehmend Wähler und rückte immer weiter nach rechts. Zur Reichstagswahl 1930 bildete sie eine gemeinsame Liste mit der Volksnationalen Reichsvereinigung, die aus dem Jungdeutschen Orden (JungDO) heraus gegründet worden war, unter dem Namen Deutsche Staatspartei. Der Jungdeutsche Orden war nationalliberal orientiert, hierarchisch organisiert und teilweise antisemitisch. Die Vereinigung war unter anderem von Ernst Lemmer vorangetrieben worden, der gerade zuvor als Vorsitzender der Jungdemokraten zurückgetreten war. Auch wenn die angestrebte Fusion letztlich scheiterte, benannte sich die DDP in Deutsche Staatspartei um.
Linke und pazifistische Mitglieder der DDP, darunter viele Jungdemokraten, widersetzten sich erbittert der angestrebten Vereinigung und gründeten im selben Jahr die Radikaldemokratische Partei, in der auch der Friedensnobelpreisträger Ludwig Quidde Mitglied wurde. Zu den jungdemokratischen Gründungsmitgliedern der Radikaldemokratischen Partei gehörten Erich Lüth, der zuvor als Pazifist aus den Jungdemokraten ausgeschlossen worden war, die Soziologin Julie Meyer, die Schriftstellerin Lilo Linke sowie Irma Dehler, die Ehefrau von Thomas Dehler. Hierdurch wurden die Jungdemokraten effektiv gespalten. Die Spaltung wurde im darauffolgenden Jahr abgeschlossen durch Umbenennung des Reichsbundes in Reichsbund der staatsbürgerlichen Jugend durch den Vorstand. Nach der Machtübernahme der Nationalsozialisten im Jahr 1933 verliert sich die Spur des Reichsbundes.
Mitglieder der Jungdemokraten in der Weimarer Republik, die Bedeutung erlangten, waren – neben den genannten Personen – der spätere Reichstagsabgeordnete Heinrich Landahl, die späteren Widerstandskämpfer gegen den Nationalsozialismus Ernst Strassmann und Hans Robinsohn, der spätere Vorsitzende der FDP Thomas Dehler, der spätere deutsche Bundespräsident Gustav Heinemann sowie die Schauspielerin Inge Meysel.

## Zeit nach 1945

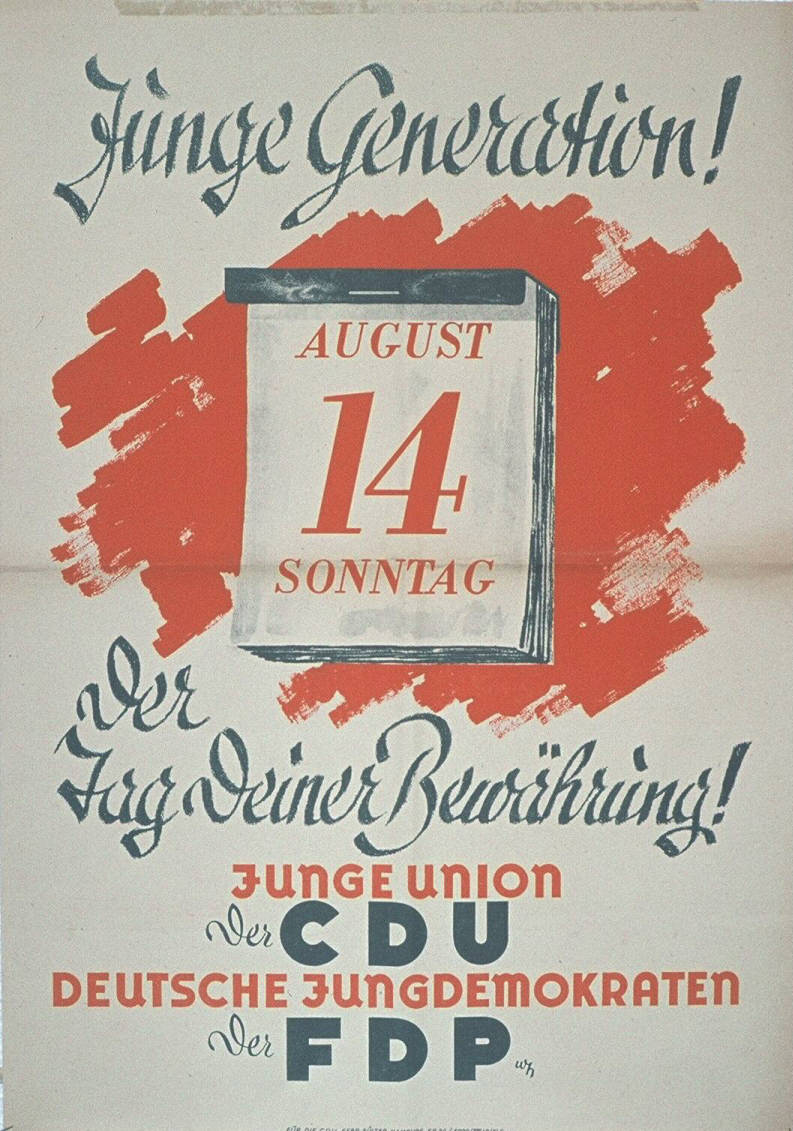
Wahlaufruf der Jungen Union und der Jungdemokraten für CDU und FDP im Jahr 1949

1947 gründeten sich die Jungdemokraten unter dem Namen Deutsche Jungdemokraten (DJD) unter dem Wahlspruch „National im Fühlen, liberal im Denken, sozial im Handeln“ als Jugendverband der FDP neu. Es war damals die Idee Thomas Dehlers, wieder den Namen Jungdemokraten zu verwenden. Es sollte so direkt an die Geschichte der Jungdemokraten in der Weimarer Republik angeknüpft werden. Auf dem ersten FDP-Bundesparteitag 1949 wurden die Deutschen Jungdemokraten von der FDP als Jugendorganisation satzungsmäßig anerkannt.
Wie auch in der FDP gab es in den Anfangsjahren bei den Deutschen Jungdemokraten einen Streit über die Frage, ob eine „Wiederherstellung des Deutschen Reiches“ anzustreben sei.
Im Jahr 1950 gründeten Studenten, die einer nostalgisch-nationalen Ausrichtung kritisch gegenüberstanden, darunter besonders Studenten, die aus der sowjetischen Zone oder der DDR kamen, den Liberalen Studentenbund Deutschlands (LSD). Während die Landesverbände der Jungdemokraten dann im eskalierenden FDP-„Flügelstreit“ zwischen einem nostalgisch-nationalen und einem dezidiert liberalen Flügel im Vorfeld des Bundesparteitags 1952 unterschiedliche Position bezogen, stellte sich der LSD klar auf Seite des liberalen Flügels. Der LSD bezog auch später immer wieder Positionen, die als links der zeitgleichen Positionen der Jungdemokraten wahrgenommen werden, und nahm dabei auch Entwicklungen bei den Jungdemokraten vorweg.
Unter dem Vorsitz von Wolfgang Mischnick von 1954 bis 1957 wurde schließlich der nostalgisch-nationale Flügel weitgehend aus dem Verband gedrängt. Teilweise lebte aber noch entsprechender Pathos fort. So führte der Bundesvorstand im Jahr 1961 eine pathetische und national aufgeladene Sonnwendfeier am Hermannsdenkmal durch.
Bis Ende der 1960er Jahre hatten die Jungdemokraten dann wie auch die FDP eine klassisch-liberale Ausrichtung. In gesellschaftlichen und wirtschaftlichen Fragen wurde dabei das Unternehmertum und die Eigenverantwortung betont, die Sozialpolitik sollte sich auf eine Sicherung des Existenzminimums beschränken.
Ein wesentliches Interesse der Jungdemokraten galt der Deutschen Frage. So benannten sie in ihrem 1963 beschlossenen Programm der Deutschen Jungdemokraten die „friedliche Wiedervereinigung Deutschlands in einer freiheitlichen Ordnung“ als die „wichtigste Aufgabe deutscher Politik“. Mit diesem Ziel entwickelten sie von 1962 bis 1968 eine auf Entspannung und Dialog setzende Ostpolitik. Die Jungdemokraten vertraten und handelten hier nach Prinzipien, die dann grundlegend für die von der sozialliberalen Koalition unter Kanzler Willy Brandt und Außenminister Walter Scheel durchgeführten Neuen Ostpolitik wurden.
Abgesehen von sporadischen Kontakten in die DDR beginnend mit einem Besuch Wolfgang Mischnicks beim Deutschlandtreffen der FDJ 1954 war hierfür der Liberale Studentenbund Vorreiter. Als dieser 1959 an den von Verbänden des Ostblocks dominierten Weltjugendfestspielen in Wien teilnahm, wurde er allseitig und auch vom Vorstand der Jungdemokraten scharf angegriffen. Ausgehend von Führungspersonen des LSD entwickelten die Jungdemokraten dann ab 1962, die im Jahr zuvor durch den Mauerbau geschaffenen Realitäten anerkennend, ihre Konzeption einer Ostpolitik. Sie forderten zunächst die Aufgabe der Hallstein-Doktrin, nach der die Bundesrepublik jedem Staat die diplomatischen Beziehungen aufkündigte, der solche zur DDR aufnahm, 1963 dann normale politische Beziehungen zu allen Ostblockstaaten und die Wiederzulassung des Vertriebs von Zeitschriften aus der DDR. Im Jahr 1965 nahmen die Jungdemokraten – im Gegensatz auch zu den Jusos – an den Weltjugendfestspielen teil, 1966 nahmen sie offizielle Kontakte mit dem sowjetischen Jugendverband Komsomol auf.
Auch gerade aufgrund der geforderten Ostpolitik wünschten sich die Jungdemokraten schon nach der Bundestagswahl 1965 und dann verstärkt beim Bruch der CDU-FDP-Koalition 1966 eine sozialliberale Koalition; stattdessen kam es zur ersten Großen Koalition.

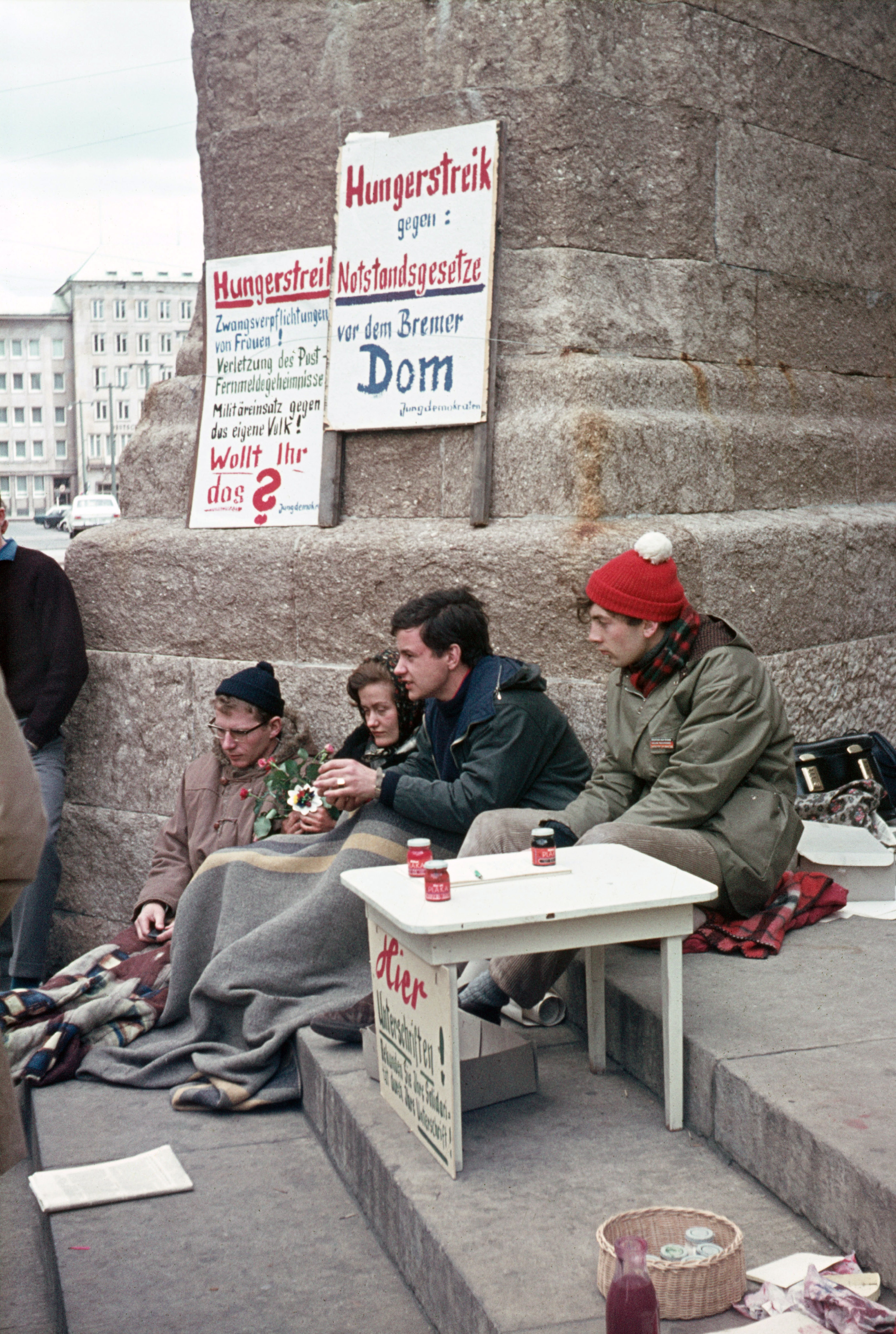
Plakate der Jungdemokraten zum Hungerstreik gegen die Notstandsgesetze vor dem Bremer Dom im Mai 1968

## Studentenbewegung und Sozialliberale Koalition
Die Studentenbewegung nahm die Jungdemokraten nicht direkt auf. Im Jahr 1968 beschloss man ein Programm 68 mit stark liberaler Handschrift, Betonung des Rechtsstaats und von Grund- und Bürgerrechten. Im Gegensatz zu den damaligen Jungsozialisten gab es in der DJD-Satzung keine Koppelung an Parteimitgliedschaft; die FDP wurde lediglich als „parlamentarischer Ansprechpartner“ betrachtet und nur die Mitglieder im FDP-Bundesvorstand mussten Parteimitglied sein. Unter dem Einfluss der Studentenbewegung kamen ab 1968 viele Personen zu den Jungdemokraten, die keine FDP-Mitglieder waren. Die Jungdemokraten orientierten sich nunmehr dezidiert nach links und wandten sich sozialliberalen, antiautoritären, radikaldemokratischen und – wie man selbst formulierte – „systemüberwindenden“ Ideen zu. Parallel dazu orientierte sich der FDP-nahe Liberale Studentenbund Deutschlands (LSD) während der Studentenbewegung nach links, trennte sich 1969 von der FDP, und zerfiel bis 1971.
Nach etwa zweijährigen Diskussionen über verschiedene Konzepte wurde 1971 ein neues Grundsatzprogramm verabschiedet, die Leverkusener Beschlüsse. Hierin hielten die Jungdemokraten fest, dass Macht und Herrschaft gebrochen bzw. kontrolliert werden müssten, der „Prozess der Emanzipation“ müsse vorwärtstreiben, eine „demokratische Gesellschaft“ erreicht werden. Wenngleich ein historischer und gesellschaftsanalytischer Teil der Beschlüsse marxistisch geprägt war, so wurde in der Strategie ein reformistischer Ansatz verfolgt. In den im selben Jahr verabschiedeten Freiburger Thesen bekannte sich die FDP dann zu einem „Sozialen Liberalismus“ und zu einer „Demokratisierung des Staates und der Gesellschaft“. Hiermit veränderte sich die Programmatik der FDP einerseits dezidiert in die von den Jungdemokraten gewünschte Richtung, wenn sie andererseits auch weit hinter den radikaldemokratischen Forderungen der Jungdemokraten zurückblieb.
In den Leverkusener Beschlüssen wurde auch die im Jahr zuvor beschlossene „Strategie der beiden Wege“ bekräftigt. Dies bedeutete einerseits Einfluss nehmen auf Parteien und Parlamente, wobei hierbei die Mitarbeit in der FDP zentral war, andererseits Basisarbeit machen, um „in den verschiedensten Gruppen und Organisationen der Gesellschaft selbst demokratische Initiativen in Gang zu setzen oder zu unterstützen und Modelle emanzipatorischen und antiautoritären Verhaltens zu entwickeln und zu fördern“. Entsprechend dem zweiten Weg formulierte der Bundesvorsitzende Heiner Bremer 1971: „Es darf den Rückzug der DJD aus den täglichen sozialen Konflikten nicht geben, weil die DJD dadurch die Möglichkeit verlieren, sich größere Gruppen als Verbündete im Kampf um auch nur geringfügige Verbesserungen vertraut zu machen und weil sie sich dadurch letztlich isolieren.“ Eine entsprechende Strategie wurde seit den 1970er Jahren und wird bis heute von den Jusos unter dem Namen „Doppelstrategie“ verfolgt.
Neben sozialliberalen, radikaldemokratischen, Kapitalismus-kritischen, aber nicht-revolutionären, reformistischen Positionen, fanden teilweise auch revolutionäre, marxistisch-leninistische Positionen Unterstützung. Als die niedersächsischen Jungdemokraten auf ihrem Landesjugendtag 1970 einen Antrag beschlossen, in welchem zum Klassenkampf aufgerufen wurde, sowie dazu, „die Diktatur der Bourgeoisie“ zu „zerschlagen“, verließen einige niedersächsische Kreisverbände den Verband und gründeten die Sozial Liberale Jugend. Die niedersächsische FDP fasste einen Unvereinbarkeitsbeschluss mit den Jungdemokraten und wandte sich der Sozial Liberalen Jugend zu, die allerdings nur von kurzer Dauer war: Im Jahr 1972 vereinigten sich die beiden Verbände wieder.

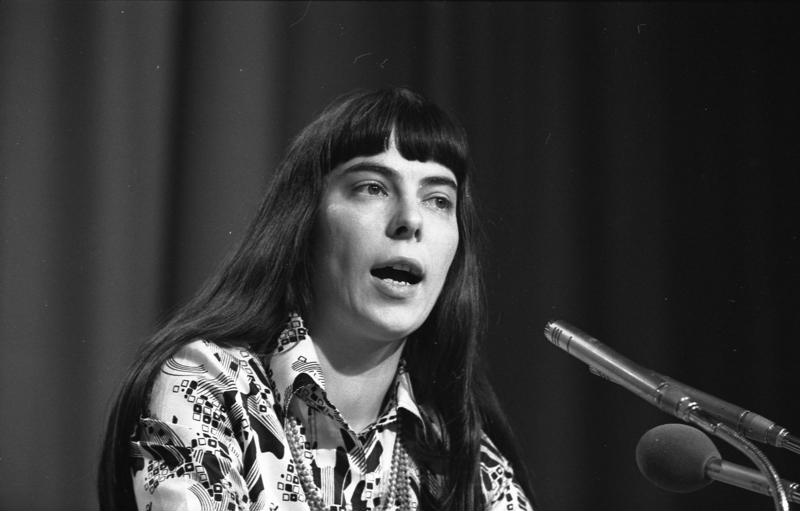
Ingrid Matthäus auf dem FDP-Bundesparteitag 1975

Im Jahr 1972 wählten die Jungdemokraten als erster bundesweiter politischer Jugendverband mit Ingrid Matthäus eine Frau zur Vorsitzenden. Im selben Jahr gründete sich als Nachfolger des untergegangenen Liberalen Studentenbunds Deutschland (LSD) der Liberale Hochschulverband (LHV). Zwischen Jungdemokraten und LHV gab es große inhaltliche und personelle Überschneidungen. In den Vereinigten Deutschen Studentenschaften (VDS), der Dachorganisation der politischen Studentenverbände, bildete der LHV mit den Juso-Hochschulgruppen wechselnde Koalitionen mit den undogmatisch linken „Basisgruppen“, dem marxistisch orientierten und DKP-nahen MSB Spartakus und dem Sozialistischen Hochschulbund, der von der SPD durch die Juso-Hochschulgruppen ersetzt worden war, und organisierte Streiks und dezentrale Aktionen gegen Studienverschärfungen, Numerus clausus, Berufsverbote und Stellenabbau an den Hochschulen.
Die Jungdemokraten waren zu Beginn der 1970er Jahre maßgeblich an der Formulierung sozialliberaler Programmatik der FDP beteiligt, einer Reform des Erbrechts und Bodenrechts, den „Stuttgarter Leitlinien einer liberalen Bildungspolitik“ mit der „offenen Gesamtschule“ von 1972, formulierten das „Liberalen Manifest für Emanzipation“ (1973) und setzten das sogenannte „Kirchenpapier“ zur Trennung von Kirche und Staat (1974) durch. Mit einer Stimme unterlagen sie auf dem FDP-Bundesparteitag 1971 bei der Entscheidung über eine Mitbestimmung mit einem entscheidenden Stimmrecht für die leitenden Angestellten.
Für ein bundesweites Echo sorgten die Berliner Judos 1977 mit dem Abdruck des sogenannten Buback-Nachrufs in ihrem Verbandsorgan Blatt.

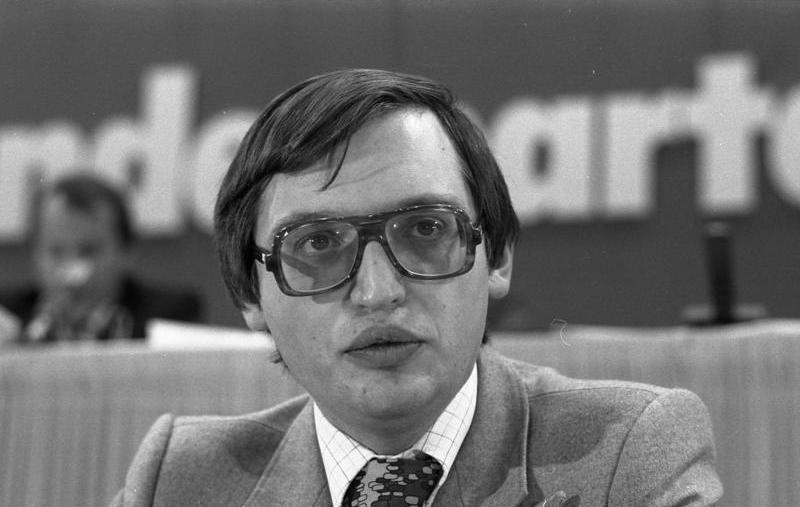
Günter Verheugen (1977)

Ab dem Parteitag der FDP 1977 mit Verabschiedung der Kieler Thesen entfremdeten sich Jungdemokraten und FDP zusehends. Während die FDP eine programmatische Neuausrichtung weg vom Sozialliberalismus hin zu einem eher marktorientierten Ordoliberalismus vornahm, äußerten sich die Jungdemokraten dezidiert Kapitalismus-kritisch. Ab Ende 1979 war ein weiterer wichtiger Streitpunkt die Unterstützung des NATO-Doppelbeschlusses mit Stationierung der Pershing II-Raketen durch die Regierung Schmidt. Dies gipfelte in der Formulierung „Die FDP ist die Agentur der Kräfte, die wir eigentlich bekämpfen“ in einem Strategiepapier der Jungdemokraten im Vorfeld der Landtagswahl Nordrhein-Westfalen im Mai 1980, eine Formulierung, die Schlagzeilen machte und auch Vertreter des sozialliberalen Flügels wie Burkhard Hirsch von den Jungdemokraten entfremdete.
Den Jungdemokraten wurde auch zunehmend klar, dass die damalige FDP, geprägt von Otto Graf Lambsdorff, Josef Ertl und Hans-Dietrich Genscher, mit Kanzler Helmut Schmidt nicht weiterregieren wollte. Sie kämpften jedoch bis zuletzt für eine sozialliberale Ausrichtung der FDP und um einen Erhalt der Koalition.

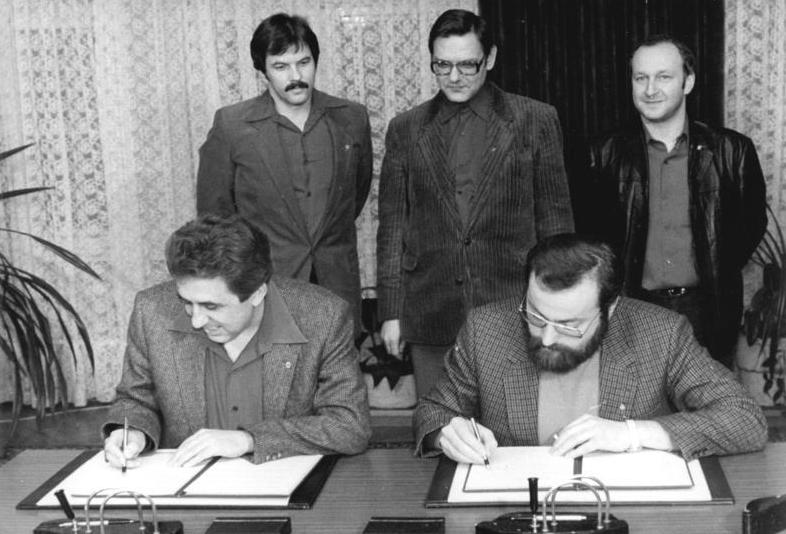
Egon Krenz (FDJ) und Werner Lutz (DJD) während des Besuches einer Delegation der Jungdemokraten in der DDR im Februar 1982

Gleichzeitig gab es mehr und mehr junge Mitglieder der FDP, die mit der Ausrichtung der Jungdemokraten nicht einverstanden waren und einen der Partei programmatisch und organisatorisch näherstehenden Jugendverband wünschten. Nach ersten von den Jungdemokraten unabhängigen Ortsgruppen ab Mitte der 1970er Jahre gründete sich im Jahr 1980 der Bundesverband der Jungen Liberalen.

## Nach der Bonner Wende 1982
Am 1. Oktober 1982 wurde Kanzler Schmidt durch CDU/CSU und FDP in einem konstruktiven Misstrauensvotum gestürzt und Helmut Kohl zum Bundeskanzler gewählt. Führende Sozialliberale setzten daraufhin auf eine „Rückbesinnung“ in der FDP, die allerdings beim folgenden Berliner Bundesparteitag der FDP vom 5. bis 7. November gründlich misslang: Die Wende zur CDU/CSU wurde nach erbitterten Diskussionen mehrheitlich anerkannt, woraufhin die Bundestagsabgeordneten Friedrich Hölscher, Ingrid Matthäus-Maier, Andreas von Schoeler und Günter Verheugen die FDP verließen, wobei Ingrid Matthäus-Maier, Andreas von Schoeler und Günter Verheugen zur SPD wechselten und Friedrich Hölscher parteilos blieb. Andere Sozialliberale, wie die Bundestagsabgeordneten Gerhart Baum, Burkhard Hirsch und Hildegard Hamm-Brücher, blieben in der FDP.
Das Ende der sozialliberalen Koalition und die gescheiterte „Rückbesinnung“ war für die Jungdemokraten das Signal: Die Bundeskonferenz der Jungdemokraten in Bochum am 27. November 1982 beschloss einstimmig die Trennung von der FDP – durch Streichung der FDP als parlamentarischen Ansprechpartner aus der eigenen Satzung. Zuvor hatten führende und ehemalige Jungdemokraten die Gründung der sozialliberal ausgerichteten Partei Liberale Demokraten (LD) initiiert, die dann am darauffolgenden Sonntag gegründet wurde. Die Jungen Liberalen wurden umgehend von der FDP als Jugendverband anerkannt.
Ohne prominente Mitgliedschaft kamen die Liberalen Demokraten nicht über den Status einer Splitterpartei hinaus und die Jungdemokraten blieben eine parteiunabhängige Jugendorganisation. Ab Mitte der 1980er Jahre arbeiteten die Jungdemokraten relativ eng mit den Grünen zusammen. So beschloss die Bundesdelegiertenkonferenz 1987, die Grünen als parlamentarischen Ansprechpartner zu betrachten. Bei dauerhafter Unentschlossenheit der Partei bezüglich der Jungdemokraten und zunehmender Professionalisierung grüner Parteiarbeit wuchs bei den Grünen die Sehnsucht nach einer eigenen Parteijugendorganisation, die in die Gründung der Grünen Jugend mündete. Diese Etablierung lockerte die Zusammenarbeit mit den Jungdemokraten. Einige ehemalige Jungdemokraten, wie z. B. Claudia Roth und Roland Appel konnten bei den Grünen zu hauptberuflichen Politikern aufsteigen. Andere, wie etwa Jürgen Gneiting, betrieben die Auflösung des Verbandes zugunsten der Grünen.

## Zusammenschluss mit der Marxistischen Jugendvereinigung Junge Linke
Nach der Wende in der DDR kam es ab Frühjahr 1990 zur Zusammenarbeit mit der Marxistischen Jugendvereinigung Junge Linke. Zusammen entwickelte man das Konzept eines parteiunabhängigen, radikaldemokratischen linken Jugendverbandes und strebte eine Fusion an. Auf einer gemeinsamen Bundesdelegiertenkonferenz im März 1992 schlossen sich die DJD und die MJV Junge Linke schließlich unter dem Namen Jungdemokraten – Junge Linke (JD/JL) zusammen. Für eine Übergangszeit wurde dabei eine Ost-West-Parität in allen Gremien festgeschrieben.

## Reichs- und Bundesvorsitzende
| Amtszeit          | Vorsitzende(r)          |
| Weimarer Republik | Weimarer Republik       |
| ----------------- | ----------------------- |
| 1919–1920         | Max Wiessner            |
| 1920–1923         | Heinrich Landahl        |
| 1923              | Werner Fischl           |
| 1923–1930         | Ernst Lemmer            |
| 1930–1933         | Hellmuth Jäger          |
| Bundesrepublik    |                         |
| 1947–1949         | Nicolaus Schücking      |
| 1949–1951         | Theodor Baarfuß         |
| 1951–1954         | Arnold Hoffmeister      |
| 1954–1957         | Wolfgang Mischnick      |
| 1957–1958         | Hermann Dürr            |
| 1958–1962         | Gerhard Daub            |
| 1962–1964         | Günther Kastenmeyer     |
| 1964–1966         | Karl Holl               |
| 1966–1968         | Gerhart Baum            |
| 1968–1970         | Wolfgang Lüder          |
| 1970–1972         | Heiner Bremer           |
| 1972–1973         | Ingrid Matthäus         |
| 1973–1974         | Friedrich Neunhöffer    |
| 1974–1976         | Theo Schiller           |
| 1976–1977         | Hanspeter Knirsch       |
| 1977–1981         | Christoph Strässer      |
| 1981–1983         | Werner Lutz             |
| 1983–1985         | Martin Budich           |
| 1985–1987         | Dagmar Everding         |
| 1987–1989         | Ernst-Christoph Stolper |
| 1989–1991         | Markus Büchting         |
| 1991              | Herbert Nieswandt       |
| 1991–1992         | Frank-Oliver Sobich     |

## Bekannte DJD-Mitglieder von 1967 bis 1982
Aus der Zeit des politischen Umbruchs der Jungdemokraten in der Zeit von 1967 bis etwa 1982 gab es Persönlichkeiten, die nach ihrer Jungdemokratenzeit bundesweit einen erheblichen beruflichen oder politischen Aufstieg erlebten. Viele waren sozialliberal geprägt und verließen spätestens mit der Bonner Wende 1982 die FDP und waren in der SPD oder bei den Grünen wiederzufinden, einige gingen später zu den Linken, während eher wenige in der FDP blieben.
Dem 20. Deutschen Bundestag gehören mit Matthias W. Birkwald (Die Linke), Claudia Roth (B’90/Die Grünen) und Wolfgang Kubicki (FDP) drei ehemalige Jungdemokraten aus dieser Zeit an, wobei letztere zwei das Amt eines Vizepräsidenten bekleiden. Diese und weitere bekanntere DJD-Mitglieder aus dieser Zeit und ihre besonderen Karriereschritte werden als Beispiele der politischen Wandlungen aufgelistet:
- Hartmut Aden: Mitglied des DJD-Landesvorstands Niedersachsen und des DJD-Bundesvorstands in der ersten Hälfte der 1980er Jahre, seit 2010 Professor für öffentliches Recht an der Hochschule für Wirtschaft und Recht Berlin
- Klaus Allerbeck: 1967–68 Bundesvorsitzender des Liberalen Studentenbunds Deutschlands, bis 2010 Professor für Soziologie an der Goethe-Universität Frankfurt
- Roland Appel: 1976–77 DJD-Landesvorsitzender Baden-Württemberg, 1979–83 stv. DJD-Bundesvorsitzender und Schatzmeister, 1981–82 Bundesvorsitzender des LHV und Mitglied des FDP-Bundesvorstandes, ab 1983 Wissenschaftlicher Mitarbeiter der Bundestagsfraktion „Die Grünen“, 1990–2000 Landtagsabgeordneter in Nordrhein-Westfalen, Fraktionsvorsitzender von „Bündnis 90/Die Grünen“ im Landtag in der rot-grünen Koalition mit Johannes Rau
- Gerhart Baum († 2025): 1966–68 DJD-Bundesvorsitzender, 1972–94 Bundestagsabgeordneter, 1978–82 Bundesinnenminister, 1978–92 Mitglied im FDP-Bundespräsidium, bis zu seinem Tod war er FDP-Mitglied
- Peter Becker: Stv. DJD-Landesvorsitzender Hessen, langjährig erfolgreicher Bürgerrechtsanwalt in Verfahren gegen Berufsverbote, Kriegsdienstverweigerung, Atomkraftwerkssicherheit und Energie-Dezentralisierung
- Hans-Jürgen Beerfeltz († 2016): seit 1969 DJD- und LSD-Mitglied, langjähriger stv. Leiter der Bundeszentrale für politische Bildung, 1995–2009 FDP-Bundesgeschäftsführer, 2009–2013 Staatssekretär im Bundesministerium für wirtschaftliche Zusammenarbeit und Entwicklung
- Pascal Beucker: 1986–88 Stv. DJD-Landesvorsitzender Nordrhein-Westfalen, Redakteur der taz
- Matthias W. Birkwald: ab 1980 DJD-Mitglied, 1980–82 FDP-Mitglied, 1988–90 DKP-Mitglied, 1990–94 hauptamtlicher Jugendbildungsreferent und ehrenamtlicher Landesgeschäftsführer beim Landesvorstand von Jungdemokraten und (ab 1992) Jungdemokraten – Junge Linke NRW, seit 1993 PDS-Mitglied, ab 2009 Bundestagsabgeordneter und rentenpolitischer Sprecher der Bundestagsfraktion „Die Linke“, seit 2014 ihr Parlamentarischer Geschäftsführer und 2018–2021 stv. Vorsitzender des Bundestagsausschusses für Arbeit und Soziales
- Martin Böttger: 1985–87 DJD-Bundesgeschäftsführer, 1997–2003 stv. Mitglied im WDR-Rundfunkrat
- Heiner Bremer: 1970–72 DJD-Bundesvorsitzender, 1986–89 Stern-Chefredakteur, dann Springer-Verlag, Moderator bei RTL und n-tv
- Ulrich Martin Drescher: seit 1970 DJD-Mitglied, 1982 Mitbegründer der Liberalen Demokraten (LD)
- Hinrich Enderlein: DJD-Mitglied in Baden-Württemberg, seit 1972 Stv. Landesvorsitzender der FDP Baden-Württemberg, Mitglied im Hamburger Komitee gegen Berufsverbote, 1972–88 Landtagsabgeordneter in Baden-Württemberg, 1990–94 Bildungsminister in Brandenburg
- Dagmar Everding: 1985–86 DJD-Bundesvorsitzende, Professorin für Architektur und nachhaltige Stadtentwicklung an der Hochschule Nordhausen
- Wolfgang Grenz: in den 1970er und 1980er Jahren DJD-Mitglied in Nordrhein-Westfalen, Vorsitzender des Kölner Liberalen Zentrums, 2011–2013 Generalsekretär von amnesty international
- Ekkehard Gries: 1964–68 DJD-Landesvorsitzender Hessen, 1971–77 stellvertretender und 1977–82 FDP-Landesvorsitzender Hessen, 1976–82 hessischer Innenminister
- Bernd Hadewig: 1969 DJD-Vorsitzender im Kreis Pinneberg, 1972–74 schleswig-holsteinischer FDP-Landesvorsitzender, 1975–83 FDP-Landtagsabgeordneter in Schleswig-Holstein
- Tom Hegermann: Stv. DJD-Landesvorsitzender Nordrhein-Westfalen, Radiomoderator beim WDR
- Burkhard Hirsch († 2020): 1959–64 DJD-Landesratspräsident Nordrhein-Westfalen, 1976–80 Innenminister von Nordrhein-Westfalen, 1976–2005 Mitglied im FDP-Bundesvorstand, 1979–83 Landesvorsitzender der FDP Nordrhein-Westfalen, 1983–2002 Bundestagsabgeordneter, 1994–98 Vizepräsident des Deutschen Bundestages
- Karl Holl († 2017): 1964–66 DJD-Bundesvorsitzender, ab 1971 Professor für Zeit- und Parteiengeschichte an der Universität Bremen
- Georg Hundt: 1978–82 Stv. DJD-Bundesvorsitzender, 1982–84 Bundesgeschäftsführer der Liberalen Demokraten (LD), Mitarbeiter im Landesvorstand Nordrhein-Westfalen des BUND, Gründer der „Fahrradstation Münster“
- Heiner Jüttner: seit 1972 DJD-Mitglied, zeitweilig Kreis- und Bezirksvorsitzender, 1982 Mitbegründer der Liberalen Demokraten (LD), 1991–99 Beigeordneter der Stadt Aachen für „Bündnis 90/Die Grünen“
- Michael Kleff: 1976–77 Stv. DJD-Bundesvorsitzender und Schatzmeister, Mitarbeiter des linksliberalen „Pools“ im Deutschen Bundestag (Helga Schuchardt, Gerhart Baum), seit 1983 Freier Journalist beim WDR und DLF, Musikredakteur, zeitweilig Mitglied der SPD und von „Bündnis 90/Die Grünen“
- Ekkehard Klug: 1976–77 Stv. DJD-Landesvorsitzender Schleswig-Holstein, 1992–2017 FDP-Abgeordneter im Landtag von Schleswig-Holstein, 2009–2012 Minister für Bildung und Kultur in Schleswig-Holstein
- Hanspeter Knirsch: 1976–77 DJD-Bundesvorsitzender, ab 1979 Fraktionsvorsitzender der FDP-Ratsfraktion in Bochum, 1982 Austritt aus der FDP und Gründung der Liberalen Demokraten (LD), 1990 Eintritt in die SPD
- Christoph Kopke: 1972–73 Stv. Bundesvorsitzender im Gründungsvorstand des Liberalen Hochschulverbands, Professor für Politikwissenschaft und Zeitgeschichte an der Hochschule für Wirtschaft und Recht Berlin
- Wolfgang Kubicki: 1975–76 DJD-Landesvorsitzender Schleswig-Holstein, 1992, 2000 und 2005 Spitzenkandidat der FDP bei den schleswig-holsteinischen Landtagswahlen, 2017–2021 Vizepräsident des Deutschen Bundestages
- Jürgen Kunze: 1969–72 DJD-Landesvorsitzender Berlin, 1970–71 Stv. Bundesvorsitzender, ab 1981 Landesvorsitzender der FDP Berlin, Professor, später Rektor der FHW Berlin und Gründungsrektor der OTA Hochschule in Berlin
- Roland Kutzki: 1969–71 DJD-Landesvorsitzender Bremen, ab 1971 SPD-Mitglied, 1990–2004 Leiter des Bereichs Städtebauförderung, Stadtentwicklung und Stadterneuerung des Landes Mecklenburg-Vorpommern
- Wolfgang Lüder († 2013): 1967–70 DJD-Landesvorsitzender Berlin, 1968–70 DJD-Bundesvorsitzender, 1975–81 FDP-Senator in Berlin, 1987–95 FDP-Bundestagsabgeordneter
- Ingrid Matthäus-Maier: 1972 DJD-Bundesvorsitzende, ab 1982 SPD-Mitglied, 1988–92 stv. Vorsitzende der SPD-Bundestagsfraktion, bis 2008 Vorstandsvorsitzende der Kreditanstalt für Wiederaufbau (KfW)
- Jürgen Morlok: Stv. DJD-Landesvorsitzender Baden-Württemberg, 1978–84 FDP-Landesvorsitzender, 1972–84 Landtagsabgeordneter, 1996–2020 Kuratoriumsvorsitzender der Friedrich-Naumann-Stiftung (für die Freiheit)
- Klaus-Peter Murawski: 1973 Stv. DJD-Bundesvorsitzender, 1974 DJD-Landesvorsitzender Bayern, 1992–96 Bürgermeister von Nürnberg, 1996–2011 Bürgermeister von Stuttgart für „Bündnis 90/Die Grünen“
- Friedrich Neunhöffer: 1973–74 DJD-Bundesvorsitzender, 1971–2019 Mitglied im Bezirksbeirat Stuttgart-Mitte für die FDP, ab 1982 dann für die SPD und ab 2005 für die Linke
- Volker Perthes: Stv. DJD-Landesvorsitzender von Nordrhein-Westfalen, 1982–83 Chefredakteur der „Liberalen Drucksachen“, Professor, seit 2005 Direktor des Deutschen Instituts für Internationale Politik und Sicherheit sowie geschäftsführender Vorsitzender der Stiftung Wissenschaft und Politik (SWP)
- Jürgen Reents: 1969 Mitglied des DJD-Landesvorstandes Bremen, 1980 Mitbegründer von „Bündnis 90/Die Grünen“, 1983–85 Bundestagsabgeordneter der „Grünen“, seit 1998 PDS-Mitglied, 1999–2012 Chefredakteur des „Neuen Deutschland“
- Hartmut Röseler: 1961–65 Mitglied im DJD-Landesvorstand Berlin, 1966–67 Landesvorsitzender, 1971–79 Volksbildungsstadtrat in Berlin-Charlottenburg, 1981–1985 Mitglied des Berliner Abgeordnetenhauses für die CDU
- Claudia Roth: 1971–90 DJD-Mitglied, ab 1987 Pressesprecherin der „Grünen“-Bundestagsfraktion, 1990–94 Abgeordnete des Europäischen Parlaments, ab 1994 Bundestagsabgeordnete und Bundesvorsitzende von „Bündnis 90/Die Grünen“, 2017–2021 Vizepräsidentin des Deutschen Bundestages
- Irmingard Schewe-Gerigk: seit 1976 DJD-Mitglied im Kreisverband Ennepe-Ruhr, 1994–2009 Bundestagsabgeordnete von „Bündnis 90/Die Grünen“
- Theo Schiller: 1974–76 DJD-Bundesvorsitzender, 1974–80 Mitglied im FDP-Bundesvorstand, 1983–85 stv. Bundesvorsitzender der Liberalen Demokraten (LD), seit 1973 Professor für Politikwissenschaft in Marburg und 1997–2001 Vizepräsident der Universität Marburg
- Andreas von Schoeler: DJD-Mitglied, ab 1982 SPD-Mitglied, 1976–82 Parlamentarischer Staatssekretär, 1991–95 Oberbürgermeister von Frankfurt am Main
- Helga Schuchardt: 1969 Stv. DJD-Bundesvorsitzende, ab 1982 parteilos, 1983–87 Hamburger Kultursenatorin, 1990–98 niedersächsische Kultusministerin
- Christian Schwarzenholz: 1970 Stv. DJD-Landesvorsitzender Niedersachsen, ab 1986 Mitglied von „Bündnis 90/Die Grünen“, 1994–2003 Landtagsabgeordneter in Niedersachsen und zeitweilig umweltpolitischer Sprecher der „Grünen“-Fraktion, 1999 Übertritt zur PDS und damit erster Landtagsabgeordneter der PDS in einem westdeutschen Bundesland, 2000–2002 Bundesvorstandsmitglied der PDS, ab 2005 Mitglied der SPD, bis 2016 Referatsleiter im niedersächsischen Umweltministerium
- Ernst-Christoph Stolper: 1987–89 DJD-Bundesvorsitzender, 2011–2012 Staatssekretär im Ministerium für Wirtschaft, Klimaschutz, Energie und Landesplanung Rheinland-Pfalz, 2016–2019 Stv. Vorsitzender der Umweltschutzorganisation BUND
- Christoph Strässer: 1977–82 DJD-Bundesvorsitzender, ab 1982 SPD-Mitglied, u. a. 1993–2007 Vorsitzender des SPD-Unterbezirks Münster, Oberbürgermeister-Kandidat, 2002–2017 SPD-Bundestagsabgeordneter, u. a. 2014–2016 Menschenrechtsbeauftragter der Bundesregierung und Mitglied der Parlamentarischen Versammlung des Europarates
- Günter Verheugen: 1967 DJD-Landesvorsitzender Nordrhein-Westfalen, 1977 FDP-Bundesgeschäftsführer, 1978–82 FDP-Generalsekretär, ab 1982 SPD-Mitglied, 1983–98 SPD-Bundestagsabgeordneter, 1998 Staatsminister, ab 1999 Mitglied der EU-Kommission
- Christian Walther: 1976–78 DJD-Landesvorsitzender Berlin, 1980–81 Mitglied im Vorstand der Vereinigten Deutschen Studentenschaften sowie im Bundesvorstand des Liberalen Hochschulverbandes, 2016–2020 Vorsitzender des Journalistenverbandes Berlin-Brandenburg
- Wolf-Dieter Zumpfort: 1973–75 DJD-Landesvorsitzender Schleswig-Holstein, 1985–88 FDP-Landesvorsitzender von Schleswig-Holstein, 1979–83 FDP-Bundestagsabgeordneter, 1995–2018 Vorstandsmitglied der Friedrich-Naumann-Stiftung (für die Freiheit)